# Tolos (stari Rim)
Tolos (od starogrčki: θόλος, Tholos), mn. tholoi, lat. tholus, mn. tholi), je arhitektonsko obilježje koje se naširoko koristilo u klasičnom svijetu. To je okrugla građevina, obično izgrađena na nekoliko stepenica (podij), s prstenom stupova koji podupiru kupolasti krov.
U rimskim gradovima često su se mogli naći u središtu macelija (tržnice mesa), gdje su se možda prodavale ribe. Predložene su i druge upotrebe središnjeg tholosa, poput mjesta gdje su se službene mjere i težine držale kao referenca ili kao svetišta bogovima tržnice. Neke su macele imale fontanu ili vodeni element u središtu svog dvorišta, kao i, ili umjesto, strukturu tolosa.